# Condyloid fossa
Condyloid fossa er en sænkning bag begge condylus occipitalis på de laterale dele af nakkebenet. De modtager den posteriore margin af den øvre facet på atlas, når hovedet er bøjet bagud; bunden af denne fossa bliver nogle gange perforeret af den condylære kanal, gennem hvilken en vena emissaria passere fra den tværgående sinus.